# Верней-сюр-Авр
Верне́й-сюр-Авр (фр. Verneuil-sur-Avre) — колишній муніципалітет у Франції, у регіоні Нормандія, департамент Ер. Населення — 6272 осіб (2011).
Муніципалітет був розташований на відстані близько 105 км на захід від Парижа, 80 км на південь від Руана, 35 км на південний захід від Евре.

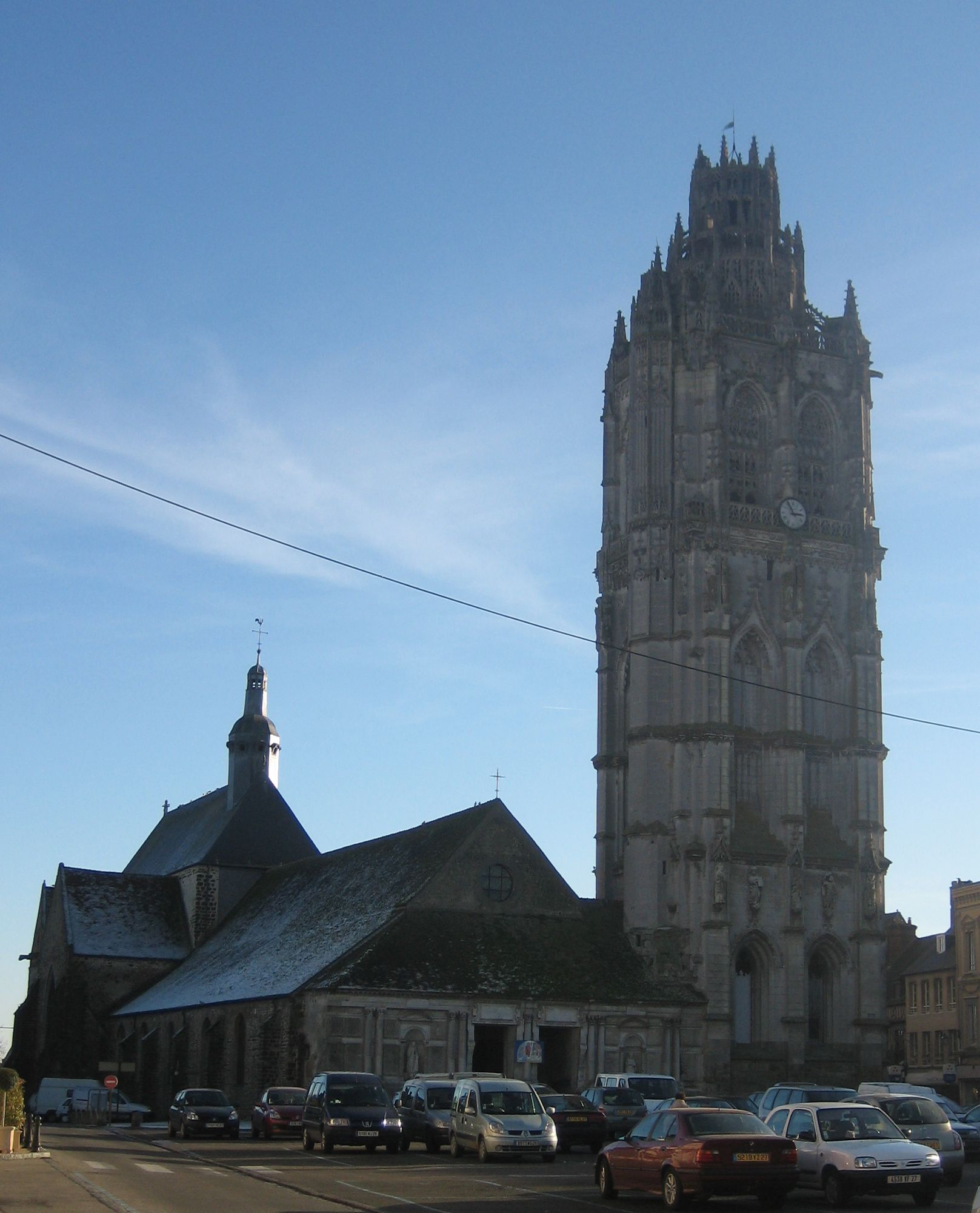

## Історія
До 2015 року муніципалітет перебував у складі регіону Верхня Нормандія. Від 1 січня 2016 року належав до нового об'єднаного регіону Нормандія.
1 січня 2017 року Верней-сюр-Авр і Франшвіль було об'єднано в новий муніципалітет Верней-д'Авр-е-д'Ітон.

## Демографія
Динаміка населення (base Cassini de l'EHESS pour les nombres retenus jusqu'en 1962, base Insee à partir de 1968 (population sans doubles comptes puis population municipale à partir de 2006) ·  ):
Розподіл населення за віком та статтю (2006):
| Стать | Всього | До 15 років | 15-24 | 25-44 | 45-64 | 65-85 | Понад 85 |
| --- | ------ | ----------- | ----- | ----- | ----- | ----- | -------- |
| Чоловіки | 3020   | 496         | 413   | 781   | 670   | 604   | 56       |
| Жінки | 3678   | 642         | 463   | 823   | 805   | 820   | 125      |
| \| Статево-вікова піраміда \| Статево-вікова піраміда \| Статево-вікова піраміда \| \| ----------------------- \| ----------------------- \| ----------------------- \| \| Чоловіки \| Вік \| Жінки \| \| 56 \| 85 + \| 125 \| \| 130 \| 80-84 \| 183 \| \| 138 \| 75-79 \| 191 \| \| 194 \| 70-74 \| 211 \| \| 142 \| 65-69 \| 235 \| \| 126 \| 60-64 \| 191 \| \| 166 \| 55-59 \| 219 \| \| 165 \| 50-54 \| 222 \| \| 213 \| 45-49 \| 173 \| \| 185 \| 40-44 \| 273 \| \| 225 \| 35-39 \| 168 \| \| 234 \| 30-34 \| 217 \| \| 137 \| 25-29 \| 165 \| \| 222 \| 20-24 \| 267 \| \| 191 \| 15-20 \| 196 \| \| 216 \| 10-14 \| 187 \| \| 168 \| 5-9 \| 247 \| \| 112 \| 0-4 \| 208 \| |        |             |       |       |       |       |          |
| Статево-вікова піраміда |        |             |       |       |       |       |          |
| Чоловіки | Вік    | Жінки       |       |       |       |       |          |
| 56 | 85 +   | 125         |       |       |       |       |          |
| 130 | 80-84  | 183         |       |       |       |       |          |
| 138 | 75-79  | 191         |       |       |       |       |          |
| 194 | 70-74  | 211         |       |       |       |       |          |
| 142 | 65-69  | 235         |       |       |       |       |          |
| 126 | 60-64  | 191         |       |       |       |       |          |
| 166 | 55-59  | 219         |       |       |       |       |          |
| 165 | 50-54  | 222         |       |       |       |       |          |
| 213 | 45-49  | 173         |       |       |       |       |          |
| 185 | 40-44  | 273         |       |       |       |       |          |
| 225 | 35-39  | 168         |       |       |       |       |          |
| 234 | 30-34  | 217         |       |       |       |       |          |
| 137 | 25-29  | 165         |       |       |       |       |          |
| 222 | 20-24  | 267         |       |       |       |       |          |
| 191 | 15-20  | 196         |       |       |       |       |          |
| 216 | 10-14  | 187         |       |       |       |       |          |
| 168 | 5-9    | 247         |       |       |       |       |          |
| 112 | 0-4    | 208         |       |       |       |       |          |

## Економіка
2010 року серед 3703 осіб працездатного віку (15—64 років) 2613 були активними, 1090 — неактивними (показник активності 70,6%, у 1999 році було 72,5%). З 2613 активних мешканців працювали 2174 особи (1050 чоловіків та 1124 жінки), безробітними було 439 (223 чоловіки та 216 жінок). Серед 1090 неактивних 275 осіб було учнями чи студентами, 394 — пенсіонерами, 421 була неактивною з інших причин.

У 2010 році в муніципалітеті числилось 3100 оподаткованих домогосподарств, у яких проживали 6500,0 особи, медіана доходів виносила 16 321 євро на одного особоспоживача